# Alianza Galáctica
La Federación Galáctica de Alianzas Libres, más conocida como la Alianza Galáctica, es un gobierno ficticio en el  Universo expandido de Star Wars, obra original de George Lucas.
Este gobierno sucedió a la Nueva República después de la derrota frente a los yuuzhan vong y la pérdida de la capital. La Alianza Galáctica es una República Federal liderada por el jefe de Estado Cal Omas, Jedi, senadores y miembros militares.
El término Alianza Galáctica también se aplica a la unión de las mayores potencias galácticas como la Federación Galáctica de Alianzas Libres, la Nueva Orden Jedi, el Remanente Imperial, la Ascendencia Chiss y el Consorcio Hapes en contra de los yuuzhan vong.
Diez años después de la invasión vong la Alianza había elevado los impuestos y coartado mucha libertad galáctica por diversos factores como alzamientos o la reconstrucción de la Galaxia. Poco después el gobierno se veía a las puertas de una guerra civil, con los Jedi jugando un papel clave. Y estalló la guerra civil, en el que una Confederación formada por varios mundos como Corellia o Bespin pretendían separarse de la Alianza Galáctica. La situación era terrible, ya que la Confederación contaba con el apoyo de la Remanente Imperial y de la Orden Sith; mientras que los Jedi seguían fieles a la Alianza y se unieron contra la Confederación. Numerosas batallas destrozaron cientos de planetas y vidas. Finalmente, al morir Jacen Solo, que se había convertido en un Sith, a manos de su hermana Jaina Solo, la guerra culminó con la reunificación de la Alianza y la destrucción de la Confederación, pero la guerra había devastado numerosos mundos.
- Datos: Q964252